# جیم کوچ
جیم کوچ (انگلیسی: Jim Koch؛ زادهٔ ۲۷ مهٔ ۱۹۴۹) کارآفرین اهل ایالات متحده آمریکا است، که در سال ۱۹۸۴ شرکت بوستون بیر را تأسیس کرد.